# 9000
9000（九千、きゅうせん）は、自然数また整数において、8999の次で9001の前の数である。

## 性質
- 9000は合成数であり、約数は1, 2, 3, 4, 5, 6, 8, 9, 10, 12, 15, 18, 20, 24, 30, 36, 40, 45, 50, 60, 75, 90, 100, 120, 150, 180, 200, 225, 250, 300, 360, 375, 450, 500, 600, 750, 900, 1000, 1125, 1500, 1800, 2250, 3000, 4500, 9000である。
  - 約数の和は30420。
- オイラーのφ関数 φ に対し、φ(x) = k が33個の解を持つ最小の k である[1]。
- 双子素数に挟まれた多冪数としては8番目の数である[2]。1つ前は3528、次は18252。
- 26番目の3倍スミス数である[3]。すなわち、9000 = 23 × 32 × 53 の重複を認めた素因子の各桁の数字の和 2 + 2 + 2 + 3 + 3 + 5 + 5 + 5 = 27が、元の数9000の各桁の数字の和 9 の3倍に等しい。
- 9000はアキレス数である。
- 1424番目のハーシャッド数である。1つ前は8991、次は9010。
  - 9を基とする220番目のハーシャッド数である。1つ前は8100、次は10008。
- 90002 + 1 = 81000001 であり、n2 + 1 の形で素数を生む766番目の数である。1つ前は8996、次は9010。
- 9000 = 103 + 113 + 123 + 133 + 143
  - 5連続整数の立方和で表せる数である。1つ前は6985、次は11375。
- 1/9000 = 0.00011… (下線部は循環節で長さは1)
- 9000 = 9 × 103
  - n = 10 のときの 9n3 の値とみたときで1つ前は6561、次は11979。(オンライン整数列大辞典の数列 A244728)
- 約数の和が9000になる数は11個ある。(3576, 4408, 4792, 4990, 5662, 5998, 7495, 8483, 8531, 8791, 8999) 約数の和11個で表せる11番目の数である。1つ前は6300、次は9840。
  - 約数の和 n 個で表せる n 番目の数である。1つ前は6696、次は8424。

## その他 9000 に関すること
- 9000系（9000を形式名に持つ鉄道車両のリスト）
- ISO 9000 は、品質マネジメントシステム関係の国際規格。
- QS-9000 は、アメリカの自動車産業における品質システム要求事項の規格。
- 9000マイルの約束は、2001年のドイツの映画。
- サーブ・9000 は、サーブ社の車種のひとつ。
- オリンパス μ9000 は、カメラの機種のひとつ。
- SS-9000 は、タカトクトイス製のエアソフトガン。
- HP 9000 は、ヒューレット・パッカード社のコンピュータの機種。
- HAL 9000 は、SF小説に登場する架空のコンピュータ。

## 9001 から 9999 までの整数

### 9001 から 9200 までの整数
- 9009 - 中心つき立方体数
- 9025 = 952
- 9029 - ソフィー・ジェルマン素数
- 9059 - ソフィー・ジェルマン素数
- 9072 = 24 × 34 × 7
- 9077 - マルコフ数
- 9091 - 十進法による独自周期素数（英語版）
- 9126 - 五角錐数、ISO 9126（ソフトウェア品質の評価に関する国際規格）
- 9139 - 三角錐数

### 9201 から 9400 までの整数
- 9216 = 962 = 210 × 32。素因数分解形が 2i × 3j の数、1つ前は8748、次は10368。
- 9221 - ソフィー・ジェルマン素数
- 9224 - 八面体数
- 9261 = 213
- 9272 - 不思議数
- 9293 - ソフィー・ジェルマン素数
- 9349 - リュカ数
- 9362 - ISO 9362（金融機関識別コードの標準書式）
- 9371 - ソフィー・ジェルマン素数

### 9401 から 9600 までの整数
- 9409 = 972
- 9413 - 広東語で九死一生と読まれるため忌み数である。
- 9419 - ソフィー・ジェルマン素数
- 9431 - 9433と9437と9439の組で12番目の四つ子素数
- 9455 - 四角錐数
- 9467 - 安全素数
- 9473 - ソフィー・ジェルマン素数
- 9479 - ソフィー・ジェルマン素数
- 9539 - ソフィー・ジェルマン素数
- 9587 - 安全素数

### 9601 から 9800 までの整数
- 9604 = 982
- 9629 - ソフィー・ジェルマン素数
- 9660 - ISO 9660（CD-ROM のファイルシステム）
- 9689 - ソフィー・ジェルマン素数
- 9743 - 安全素数
- 9791 - ソフィー・ジェルマン素数
- 9800 - ルース＝アーロン・ペア(9800, 9801)の前者、PC-9800シリーズ

### 9801 から 9999 までの整数
- 9801 = 992 = (98 + 01)2、19番目のルース＝アーロン・ペア(9800, 9801)の後者。2番目の平方五角数（四角数である五角数）、前は1、次は94109401(= 97012)。数を逆順にした数が自身を割り切る非対称な数の一つ(他の4桁の数は8712だけ)。1/9801 = 0.000102030405...939495969799
- 9821 - PC-9821シリーズ
- 9839 - 安全素数
- 9855 - 27 × 27 の魔方陣の一列の和
- 9880 - 三角錐数
- 9887 - 安全素数
- 9900 - 国鉄D50形蒸気機関車の旧称
- 9901 - 十進法による独自周期素数
- 9936 = 24 × 33 × 23
- 9963 = 35 × 41。
- 9973 - 10000以下の最大の素数
- 9996 = 22 × 3 × 72 × 17
- 9999 - カプレカ数